# NGC 2442
NGC 2442 este o galaxie LINER situată în constelația Peștele Zburător. A fost descoperită în 23 decembrie 1834 de către John Herschel. Se află la o distanță de 14 megaparseci de Pământ.